# Минеевка (Томская область)
Минеевка — деревня в Чаинском районе Томской области, Россия. Входит в состав Подгорнского сельского поселения.

## История
Основана в 1912 году. По данным 1926 года в посёлке Минеевском имелось 28 хозяйств и проживало 147 человек (в основном — русские). В административном отношении входила в состав Подгорнского сельсовета Чаинского района Томского округа Сибирского края.

## Население
| 1926 | 1931 | 1940 | 1956 | 1995 | 1996 | 1997 |
| ---- | ---- | ---- | ---- | ---- | ---- | ---- |
| 147  | ↗180 | ↘138 | ↘98  | ↗135 | ↘126 | ↘116 |
| 1998 | 1999 | 2002 | 2010 | 2012 | 2013 | 2014 |
| ↘106 | ↗124 | ↘104 | ↘97  | ↗98  | ↘96  | ↘94  |
| 2015 | 2021 |      |      |      |      |      |
| ↗98  | ↗113 |      |      |      |      |      |

Половой состав
По данным Всероссийской переписи населения 2010 года в гендерной структуре населения мужчины составляли 54,6 %, женщины — соответственно 45,4 %.
Национальный состав
По данным 1926 года в селе проживали в основном русские.
Согласно результатам переписи 2002 года, в национальной структуре населения русские составляли 94 %.